# 60 Minutes
60 Minutes ist ein investigatives Nachrichtenmagazin, das seit 1968 vom US-Fernsehsender CBS ausgestrahlt und von CBS News produziert wird. Das von Donald Hewitt entwickelte Format hat im Laufe seiner Geschichte mehr Emmy Awards gewonnen als jede andere Prime-Time-Sendung in den USA. Über die Jahre sorgten einige Kontroversen um 60 Minutes für Aufsehen.

## Geschichte
Die Idee zu 60 Minutes basierte auf dem kritischen kanadischen Nachrichtenformat This Hour Has Seven Days von CBC (1964–1966) und That Was The Week That Was (1962–1963), einer Comedy- und Satire-Show der BBC. 60 Minutes gilt als Pionier beim Einsatz investigativer journalistischer Techniken. Dazu gehören überraschende Besuche von Kamerateams für spontane Interviews im Büro oder zu Hause oder die direkte Gegenüberstellung gegensätzlicher Aussagen, die in Interviews gemacht wurden.

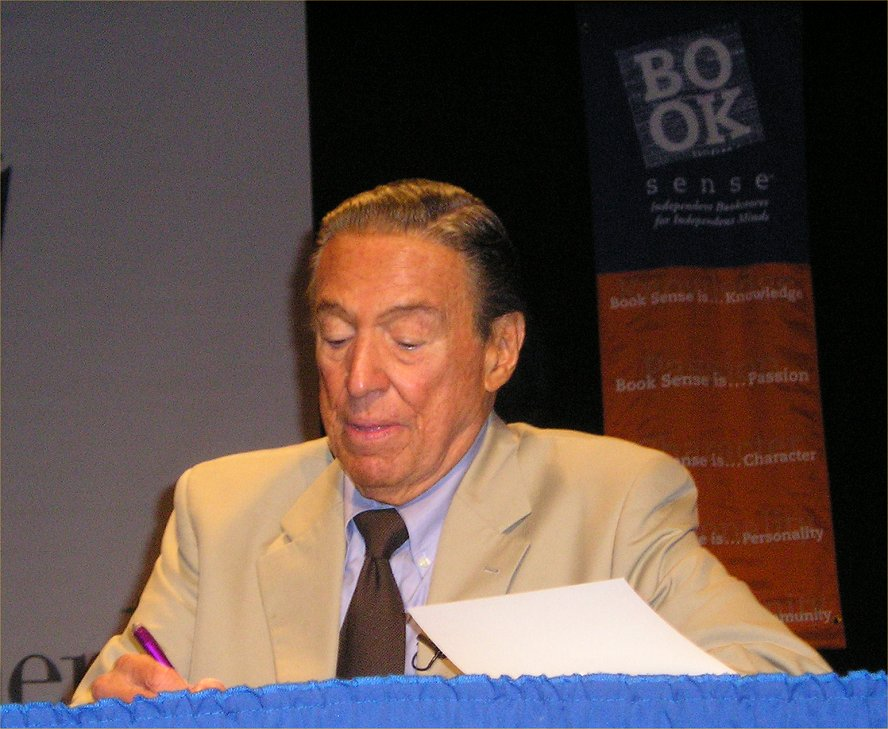
Mike Wallace (2007)

Die erste Folge von 60 Minutes wurde am 24. September 1968 ausgestrahlt. In der Anfangszeit war die Sendung in einem zweiwöchentlichen Wechsel mit anderen CBS-Nachrichtensendungen am Dienstagabend zu sehen und wurde von Harry Reasoner und Mike Wallace moderiert. Donald Hewitt, der gemeinsam mit Walter Cronkite Produzent der Abendnachrichten CBS Evening News war, wählte Mike Wallace als stilistischen Gegenpol zu Reasoner aus.
Nach dem Vorbild von This Hour Has Seven Days bestand der Hauptaspekt der Show darin, dass die Moderatoren der Show gleichzeitig auch als Reporter tätig waren. Die Berichte, nicht länger als 13 Minuten, sollten vor allem über kontroverse Themen von nationalem Interesse und den davon betroffenen Menschen informieren. Nach einer Saison zeigten die Zuschauerquoten, dass die Themenauswahl nicht von einem breiten Publikum angenommen wurde.
1970 trat Morley Safer dem Team bei und übernahm die Berichterstattung zu weniger polarisierenden Themen. Als aber Richard Nixon begann, die Pressefreiheit in Frage zu stellen, veränderte Safer das Sendungskonzept zu hartem, investigativem Journalismus. Noch 1970 berichtete 60 Minutes kritisch über die Verwendung von Streubomben, die südvietnamesische Armee, Kanadas Amnestie für amerikanische Steuerhinterzieher, Nigeria, den Nahen Osten und den Nordirlandkonflikt. 1983 führte Safers Bericht Lenell Geter in Jail zum Freispruch des Texaners Lenell Geter, der zu Unrecht wegen bewaffneten Raubes verurteilt wurde. Dieser Erfolg gilt bis heute als einer der Meilensteine der Sendung.
1971 erließ die FCC die Prime Time Access Rule. Aufgrund einer Ausnahme für Nachrichtensendungen verlegte CBS ab Januar 1972 den Sendeplatz von 60 Minutes auf sonntags zwischen 18:00 und 19:00 Uhr.
Dieser Sendeplatz erwies sich im Herbst, wenn die Abendspiele der National Football League übertragen werden, als problematisch, da die Sendung dann oft verschoben werden musste, denn Footballübertragungen waren seit dem Heidi-Game im November 1968 vertraglich vor Unterbrechungen geschützt. Der Begriff (auch „Heidi-Bowl“ genannt) bezieht sich auf einen Vorfall in der American Football League (AFL) bei einem Spiel zwischen den New York Jets und den Oakland Raiders am 17. November 1968 in Oakland. NBC beendete die Übertragung des Spiels 65 Sekunden vor dem Ende der Partie zu Gunsten des pünktlichen Starts des Spielfilms Heidi aus dem Jahr 1968. Andere Sportereignisse (wie Golfturniere) verursachten gelegentlich die gleichen Probleme.
1975 wechselte die Sendung auf ihren noch heute aktuellen Sendeplatz am Sonntag zwischen 19:00 und 20:00 Uhr. 1979 erreichte sie den ersten Platz der Einschaltquoten in ihrer Sparte auf Basis des Nielsen Ratings. Dieser Erfolg ließ die Werbepreise von 17.000 US-Dollar pro dreißig Sekunden im Jahre 1975 auf 175.000 US-Dollar im Jahr 1982 steigen. 2007/2008 war die Sendung das am häufigsten gesehene Nachrichtenformat der USA.
Seit 1979 endet die Show mit einem humorvollen Kommentar von Andy Rooney zu einem aktuellen Thema aus der internationalen Politik, der Wirtschaft oder seinem Alltag.
60 Minutes wird zeitgleich von CBS Radio und den daran angeschlossenen lokalen Radiostationen übertragen. Seit dem 23. Oktober 2007 ist ein kostenloser Audio-Mitschnitt (Podcast) verfügbar.
Kurz vor seinem 88. Geburtstag, nach 38 Jahren bei 60 Minutes und 43 Jahren bei CBS, kündigte Wallace am 14. März 2006 seinen Rückzug aus dem Berufsleben an. Er kommentierte seinen Ruhestand ironisch: … angesichts meines 88. Geburtstages ist es offensichtlich, dass meine Augen und Ohren sowie andere wichtige Körperteile nicht mehr die alten sind, und die Aussicht, nach langen Flügen an irgendeinen Ort der Welt auf der Suche nach irgendetwas zu sein, erscheint mir nicht mehr ganz so attraktiv.
Heute ist 60 Minutes das einzige regelmäßig ausgestrahlte Nachrichtenformat des US-Fernsehens, das keine Titelmelodie verwendet. Als Erkennungszeichen wird das Ticken der Stoppuhr verwendet.

## Format
Den Kern der Sendung bilden je drei Berichte, die Veröffentlichungen in überregionalen Zeitungen aufgreifen und diese kurz zusammenfassen. Mit Hilfe von Recherchen der 60-Minutes-Redaktion werden die Themen im Anschluss umfassend dargestellt. Bei der Themenauswahl stehen Korruption und andere Verfehlungen von Unternehmen, Politikern und Amtsträgern im Vordergrund. Eine Besonderheit stellt der Umgang mit Interviews dar, die ohne unmittelbar kommentiert oder zusammenfassend erwähnt zu werden, ausgestrahlt werden. Dem Zuschauer soll so ermöglicht werden, sich seine eigene Meinung zu bilden.
In loser Folge werden Personen des öffentlichen Lebens vorgestellt, die sich z. B. in Non-Profit-Organisationen engagieren. 60 Minutes achtet dabei darauf, dass diese Beiträge keine oberflächliche Selbstdarstellung bleiben. Die Person wird möglichst umfassend porträtiert und ggf. kritisch hinterfragt.
Die Sendung stellt eine Mischung aus investigativem Journalismus und Personalityshow dar. Der investigative Teil orientiert sich an der 1950er CBS-Dokumentar- und Nachrichtensendung See It Now mit Edward R. Murrow, in deren ersten Jahren Donald Hewitt als Regisseur tätig war. Das zweite Format erinnert an Person to Person, eine Persönlichkeitsshow, die ebenfalls von Edward R. Murrow moderiert wurde. Aufgrund dieses ungewöhnlichen Formates bezeichnete Donald Hewitt 60 Minutes als eine Mischung aus den beiden Extremen der Murrow-Sendungen: …a blend of high Murrow and low Murrow.
Mit dem Format Point/Counterpoint startete 1971 eine Serie von Fernsehdebatten, in denen sich je ein liberaler und ein konservativer Kommentator gegenüberstanden. Die ersten beiden Kontrahenten waren James J. Kilpatrick als Vertreter der konservativen Seite und Nicholas von Hoffman für die Liberalen. Es war quasi eine Live-Version von konkurrierenden Leitartiklern und stellte ein innovatives TV-Konzept dar. Nach dem Tod von Hoffmann übernahm Shana Alexander seinen Part.
Point/Counterpoint wurde regelmäßig parodiert. In der NBC-Comedy-Serie Saturday Night Live waren Jane Curtin und Dan Aykroyd als Kommentatorenpaar zu sehen. Aykroyd begann eine Debatte typischerweise mit dem Satz Jane, you ignorant slut. Im Motion Picture Spielfilm Die unglaubliche Reise in einem verrückten Flugzeug ist in einer Szene eine Diskussion im Stil der Sendung zu sehen, in der es um das Für und Wider eines Absturzes geht. Auf Grund mangelnden Zuschauerinteresses wurde Point/Counterpoint 1979 eingestellt.
Im März 2003 wurde das Konzept Point/Counterpoint mit Bob Dole und Bill Clinton (ehemalige Gegner im US-Präsidentschaftswahlkampf von 1996) wieder aufgegriffen. Die vorproduzierten zehn Folgen von Clinton/Dole and Dole/Clinton wurden allerdings nicht komplett ausgestrahlt, da sie aus Sicht der Zuschauer zu freundlich und rücksichtsvoll miteinander umgingen. Im September 2008 feierte die Sendung ihr 40-jähriges Bestehen und damit den Rekord der am längsten durchgehend ausgestrahlten Sendung im US-amerikanischen Fernsehen.

## Rezeption
In dem 1991 erschienenen Buch 60 Minutes and the News: A Mythology for Middle America untersuchte Richard Campbell detailliert die Berichte von 60 Minutes. Campbell, der sich über Jahre hinweg mit der Sendung beschäftigt hat, behauptet, dass sie vor allen Dingen auf die konservative Zuschauergruppe des Mittleren Westens der USA ausgerichtet seien. An diesem Buch wurde vor allem eine Oberflächlichkeit kritisiert, so dass zwar eine exakte Beschreibung der Sendung und ihrer Techniken vorliege, allerdings keine tiefergehenden Analysen über ihre Entwicklung und die damit verbundene Entwicklung ihrer Zielgruppe.
Diese Lücke schließt eine 2002 erstellte Untersuchung Sex, Lies, and War: How Soft News Brings Foreign Policy to the Inattentive Public, die die Zuschauerstrukturen von Nachrichtensendungen wie 60 Minutes und deren außenpolitischer Themenauswahl analysierte. Die Studie stellt unter anderem dar, wie außenpolitische Nachrichten durch einen Bezug zur Lebensweise („Human Touch“) der politisch eher desinteressierten Zuschauer aufgenommen werden und welche Rolle dabei Sendungen wie 60 Minutes spielen.

### Kritik
Laut Campbell sollen die Berichte vermitteln, dass die Welt der aufrichtig und hart arbeitenden Menschen permanent den Angriffen korrupter Bürokraten und habgieriger Unternehmen ausgesetzt sei. 60 Minutes ist demzufolge keine objektive Nachrichtensendung, sondern ein „Werkzeug“ zur Meinungsbildung in Form von entsprechend suggestiv aufbereiteten Informationen.
Im weiteren Verlauf beschreibt Campbell die manipulativen Stilmittel, die in den Berichten zum Einsatz kommen. Dies bezieht Campbell vor allem auf Kameraeinstellungen, durch welche häufig eine Souveränität des Reporters und seine Überlegenheit gegenüber seinem Gesprächspartner suggeriert werden solle.
Die bekannten Korrespondenten und Reporter stehen im Mittelpunkt und führen nicht einfach durch die Berichte, sondern legen, den Zuschauer manipulierend, auch die „richtigen“ Schlüsse nahe. Zu etwa einem Drittel bis zur Hälfte eines 12- bis 14-minütigen Berichtes sind die Reporter zu sehen. Sie stehen dabei in einem Abstand zur ruhig stehenden Kamera, der auch Platz für Hintergrundbilder lässt. Von den Interviewpartnern dagegen wird oft nur ein closeup gezeigt, das Teile des Kopfes abschneidet. Mit diesem Unterschied dominiert der Reporter das Interview visuell, während sein Gegenüber wie ein Verdächtiger wirken muss. Die Reporter nehmen dabei wiederkehrende, themenabhängige Rollen ein. Geht es in einem Bericht um etwas Unverständliches, ist er der Aufklärer, bei psychologischen Themen spielt er den Therapeuten, geht es um Abenteuer, gibt er den Scout und bei kontroversen Themen den Vermittler.
In der Summe konzentriere sich die Sendung zu sehr auf individuelle Geschichten, anstatt die dahinter stehenden Probleme zu schildern.

### Kontroversen
Im Laufe der Jahre war 60 Minutes in einige Kontroversen verwickelt, die für öffentliches Aufsehen sorgten:

#### Berichterstattung
Am 23. Januar 1982 behauptet Mike Wallace, als Moderator von 60 Minutes, im Bericht The Uncounted Enemy, a Vietnam Deception, dass William Westmoreland, Kommandierender General und damit Oberbefehlshaber der US-Truppen im Vietnamkrieg zwischen 1964 und 1968, der Regierung Informationen aus politischen Gründen vorenthalten habe. Einige Tage später nannte Westmoreland auf einer Pressekonferenz das Ganze eine absurde Falschmeldung und kündigte eine Klage wegen Verleumdung gegen den Sender an. TV Guide berichtete unter dem Namen Anatomy of a Smear detailliert über Ungereimtheiten in diesem Report. Demnach wurden entlastende Beweismittel zurückgehalten und das Interview so umgeschnitten, dass Westmoreland auf andere Fragen zu antworten schien. Westmoreland zog die Klage kurz vor dem Gerichtstermin zurück. In einer Pressemitteilung erklärte CBS News: Der Report hat nie behauptet, dass General Westmoreland seine Aufgaben, so wie er sie verstanden hat, unpatriotisch oder illoyal erfüllt hat. Westmoreland verbuchte das als Sieg, während CBS später erklärte: …, dass das nichts daran ändere, dass der Report fair und korrekt recherchiert war.
Am 23. November 1986 strahlte 60 Minutes einen Bericht über den Audi 5000 aus. Die Geschichte schilderte eine Reihe von Vorfällen, bei denen das geparkte Fahrzeug ohne Vorwarnung losgefahren sein soll. Da es 60 Minutes nicht möglich war, das Phänomen zu reproduzieren, beauftragten sie die Manipulation des Antriebes, nach der sich der Wagen dann entsprechend verhielt. Der Bericht hatte verheerende Auswirkungen auf die Absatzzahlen von Audi in den Vereinigten Staaten, die sich über 15 Jahre nicht wieder davon erholten. Die ursprünglichen Vorfälle wurden von der National Highway Traffic Safety Administration und der Transport Canada berichtet, bei denen es sich aber um Bedienungsfehler der Fahrer handelte, welche das Gaspedal mit dem Bremspedal verwechselt hatten. CBS sendete daraufhin einen (teilweisen) Widerruf, ohne dabei auf diese Untersuchungsergebnisse der Behörden einzugehen.
Im Februar 1989 sendete 60 Minutes einen Bericht des Natural Resources Defense Council und behauptete, es gebe nachgewiesene gesundheitliche Risiken für die Konsumenten von Äpfeln, die mit Daminozid (Alar), einem chemischen Wachstumsregulator, behandelt wurden. Der Umsatz der Apfelbauern sank daraufhin dramatisch. CBS wurde von ihnen verklagt. Die Klage wurde aber abgewiesen. Am 3. März 1991 befasste sich ein kontroverser Bericht mit dem privaten und geschäftlichen Leben von Werner Erhard, dem Gründer von Landmark Education. Ein Jahr später reichte Erhard eine Klage gegen CBS und andere Beklagte ein und behauptete, dass die Sendung mehrere falsche, irreführende und beleidigende Aussagen über ihn enthalte. Einige Monate vor der gerichtlichen Entscheidung nahm er die Klage überraschend zurück.
1997 berichtete 60 Minutes über die angebliche Duldung von Drogenhandel an der US-amerikanischen Grenze in San Diego durch Mitarbeiter der US-Zollbehörde. Angeführt wurde ein Memo von Rudy Camacho, dem Leiter der Zoll-Niederlassung in San Diego. Auf der Grundlage dieses Vermerks wurde Camacho unterstellt, er lasse Lastwagen eines bestimmten Unternehmens unkontrolliert die Grenze passieren. Mike Horner, ein ehemaliger Angestellter des Zolls, hatte CBS eine mit einem amtlichen Stempel versehene Kopie des Memos übergeben. Camacho wurde vor der Ausstrahlung von CBS nicht zu dem Verdacht befragt. Nachforschungen ergaben, dass Horner die Dokumente gefälscht hatte, um sich für seine Behandlung innerhalb der Zollverwaltung an Camacho zu rächen. Camacho verklagte CBS und erhielt eine Abfindung in unbekannter Höhe. Donald Hewitt musste in 60 Minutes eine Richtigstellung veröffentlichen.
Eine juristische Auseinandersetzung zwischen Archäologen und dem Umatilla-Stamm über ein Skelett mit dem Spitznamen Kennewick-Mann wurde von 60 Minutes am 25. Oktober 1998 aufgegriffen. Der Stamm empfand die Darstellung von 60 Minutes als stark einseitig zu Gunsten der Wissenschaftler, da wichtige Argumente aus dem Native American Graves and Repatriation Act nicht berücksichtigt wurden. Der Bericht konzentriere sich vor allem auf die rassistischen Aspekte der Kontroverse und stellte die Souveränität der indigenen Bevölkerungsgruppen in Frage. Die umstrittenen Teile des Berichtes stellten sich später als unbegründet und falsch heraus.

#### Interessenkonflikte
Im Jahr 1995 wurden dem 60-Minutes-Produzenten Lowell Bergman von Jeffrey Wigand, dem ehemaligen Vize-Präsidenten für Forschung und Entwicklung von Brown & Williamson (einem Unternehmen der Tabakindustrie aus der British American Tobacco Gruppe), Informationen zugespielt. B & W sollte systematisch die Gesundheitsrisiken ihrer Zigaretten verheimlicht und den Produkten Zusatzstoffe wie Glasfaser und Ammoniak beimischt haben, um die Wirkung des Nikotins zu erhöhen. Aufgrund dieser Informationen ließ Bergman einen Beitrag für 60 Minutes produzieren, der jedoch von Donald Hewitt und den Rechtsanwälten der CBS, die eine Milliarden-Dollar-Klage von Brown and Williamson befürchteten, gestoppt wurde. Eine Klage hätte zudem den Sohn des CBS-Präsidenten Laurence Tisch in die Gefahr gebracht, des Meineides überführt zu werden.
Das Wall Street Journal publizierte nach Hewitts Ablehnung des TV-Beitrags Jeffrey Wigands Geschichte. Die 60-Minutes-Reportage wurde später mit einem wesentlich veränderten Inhalt gesendet. Die vernichtenden Beweise gegen B & W wurden dabei nicht gesendet. Die Hintergründe dieser Vorgänge wurden von Marie Brenner in einem Artikel der Vanity Fair mit dem Titel „The Man Who Knew Too Much“ thematisiert. Der Skandal wurde in dem siebenfach Oscar-nominierten Spielfilm The Insider mit Russell Crowe und Al Pacino verfilmt.
In den Jahren 2000 bis 2005 wurde der Show immer wieder vorgeworfen, potentielle journalistische Interessenkonflikte durch die Werbung für Produkte des Viacom-Konzerns zu ignorieren. Aufgrund der sich durch Zukäufe ständig vergrößernden Medienkonzerne ist diese Art der Zweitverwertung von Inhalten in Büchern, Filmen und Interviews mit Prominenten inzwischen eine gängige Praxis.

## Erfolge und Auszeichnungen
Gemessen an den Einschaltquoten ist 60 Minutes die erfolgreichste Nachrichtensendung in der US-Fernsehgeschichte. Es war fünf Jahre in Folge das beliebteste Programm. Ein Erfolg, der ansonsten nur durch die Sitcoms All in the Family und Die Bill Cosby Show erreicht wurde. 23 Jahre in Folge (1977–2000), war 60 Minutes in den Top Ten des Nielsen Ratings, ein bis heute unübertroffener Rekord.
In der Saison 1976–1977 war das Magazin erstmals unter den Top 20. 1978 war es die viertpopulärste Sendung und belegte von 1979 bis 1980 den Platz 1. Im 21. Jahrhundert hält es sich in den Top 20 und ist, gemessen am Nielsen Rating, das am höchsten bewertete Nachrichtenmagazin.
60 Minutes hat diverse Auszeichnungen erhalten, darunter den Peabody Award für: All in the Family, eine Untersuchung über das Verhältnis der Auftragnehmer zur Regierung und dem US-Militär als Auftraggeber; The CIA’s Cocaine ein Bericht, der eine Beteiligung der CIA am Drogenschmuggel aufdeckte; Friendly Fire, ein Bericht über die Fälle von Friendly Fire im Irakkrieg; und Duke Rape Suspects Speak Out, das erste Interview mit den Verdächtigen im Duke University Lacrosse-Team-Skandal 2006.
The Osprey eine Dokumentation über den Vertuschungsversuch der United States Navy bezüglich der Unfälle mit dem V-22 Osprey-Hubschrauber erhielt die Investigative Reporter and Editor medal. 2007 wurde die Sendung für zwölf Emmy Awards nominiert. 2008 wurde 60 Minutes mit einem Emmy für „Hervorragende, kontinuierliche Nachrichtenberichterstattung in einem  Nachrichtenmagazin“ (Outstanding continuing coverage of news story in a news magazine) ausgezeichnet.
Liste der Auszeichnungen
- Mehr als 150 Emmys[34]
- Mehr als 10 Alfred I. duPont-Columbia University Awards[35]
- 25 Peabody Awards[36][34]
- 2 George Polk Memorial Awards[37]
- Overseas Press Club (1998): President’s Lifetime Achievement Award[38]
- National Association of Broadcasters (1993): Hall of Fame[39]

## Korrespondenten und Kommentatoren

### Korrespondenten (Auswahl)
Folgende Personen sind gegenwärtig als Korrespondenten tätig:

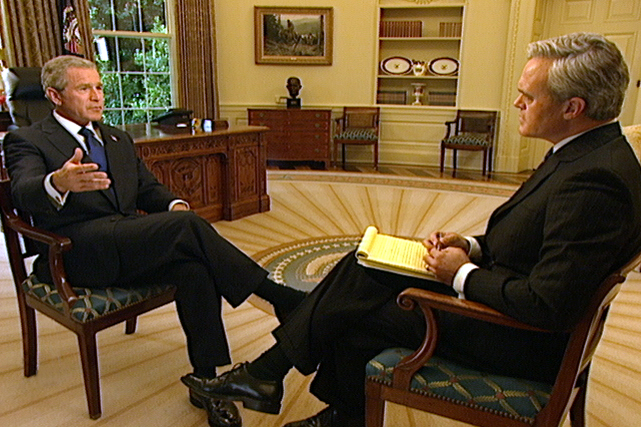
Scott Pelley im Interview mit George W. Bush im Oval Office

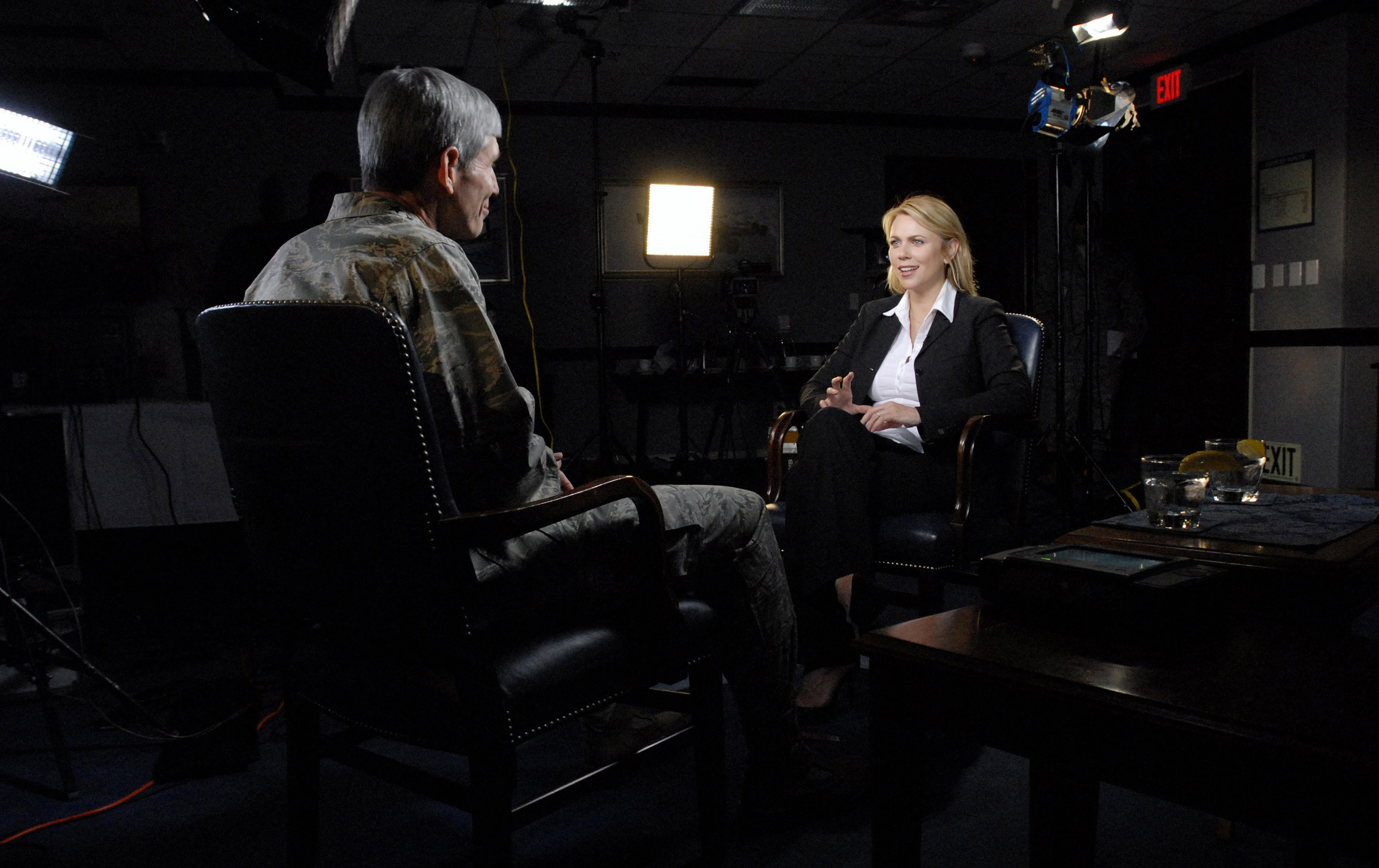
Lara Logan im Interview mit Norton A. Schwartz

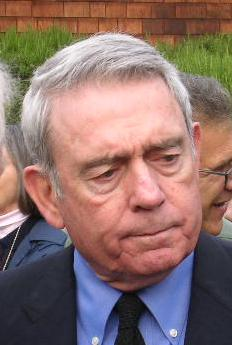
Dan Rather, Berkeley (2006)

- Sharyn Alfonsi (seit 2015)
- Anderson Cooper (seit 2006)
- Norah O’Donnell (seit 2015)
- Scott Pelley (seit 2003)
- Lesley Stahl (seit 1991)
- Jon Wertheim (seit 2017)
- Bill Whitaker (seit 2014)

### Ehemalige Korrespondenten (Auswahl)
Folgende Personen waren als Korrespondenten tätig:
- Ed Bradley (1981–2006)[41]
- Christiane Amanpour (1996–2005)
- Katie Couric (2006–2011)
- Steve Kroft (1989–2019)
- Lara Logan (2005–2018)
- Harry Reasoner (1968–1970, 1978–1991)
- Morley Safer (1970–2016)[42]
- Bob Simon (1996–2015)[43]
- Mike Wallace (1968–2006)[44]
- Oprah Winfrey (2017–2019)

### Kommentatoren (Auswahl)
Folgende Personen sind oder waren als Kommentatoren tätig:
- Shana Alexander (Debattiererin (liberal), 1975–1979)
- Bill Clinton (Debattierer (liberal), 2003)
- Stanley Crouch (Kommentator, 1996)
- Bob Dole (Debattierer (konservativ), 2003)
- Nicholas von Hoffman (Debattierer (liberal), 1971–1974)
- Molly Ivins (Kommentatorin (liberal), 1996)
- James J. Kilpatrick (Debattierer (konservativ), 1971–1979)
- P. J. O’Rourke (Kommentator (konservativ), 1996)
- Dan Rather (Kommentator, 1975–1981, 2005–2006)
- Andy Rooney (Kommentator, 1978–2011)
- Diane Sawyer (Kommentatorin, 1984–1989)
- Meredith Vieira (Kommentatorin, 1989–1991)

## Weitere Formate

### 60 Minutes II
Am 13. Januar 1999 startete 60 Minutes II. Das redaktionell unabhängig von 60 Minutes produzierte Spin-off wurde mittwochs gesendet. Das Format bestand aus eigens hergestellten Inhalten und aktualisierten Berichten von 60 Minutes. Als Korrespondenten waren unter anderem Christiane Amanpour, Charles Grodin, Lara Logan, Carol Marin, Scott Pelley, Dan Rather, Charlie Rose und Bob Simon für 60 Minutes II tätig. Die Sendung wurde mit zahlreichen Emmy Awards und drei Peabody Awards ausgezeichnet.
Da 60 Minutes II die Quotenerwartungen des Senders nicht erfüllen konnte, wurde das Format im Herbst 2004 in 60 Minutes umbenannt, um von der Bekanntheit und dem guten Ruf des Vorbildes profitieren zu können. Der Junior CBS News President Andrew Heyward sagte dazu: Die römische Ziffer II sorgte wohl für einige Verwirrung auf Seiten der Zuschauer, die damit eine abgespeckte Edition von 60 Minutes assoziieren.

#### „Rathergate“

Das von Charles Foster Johnson animierte GIF-Bild demonstriert die Fälschung. Es vergleicht das, wie von CBS behauptet 1973 auf einer Schreibmaschine erstellte Memo, mit einem 2004 nachgeschriebenen Microsoft-Word-Dokument. Die gezeigte Schrift ist proportional. Diese Eigenschaft hatten Schreibmaschinenschriften 1973 nicht. Die sichtbaren Unterschiede können durch wiederholtes Kopieren von Kopien, Faxen etc. entstanden sein.

Eine weitere Namensänderung folgte auf eine Kontroverse, die ein am 8. September 2004 ausgestrahlter Bericht zur Folge hatte. Der mit Bezug auf den Korrespondenten Dan Rather und die Watergate-Affäre Rathergate getaufte Vorfall drehte sich um sechs Memos, die sich in kritischer Weise mit der Dienstzeit von George W. Bush in der Air National Guard auseinandersetzen. Rather behauptete in der Sendung, die Memos seien persönliche Aufzeichnungen des 1984 verstorbenen Lieutenant Colonel Jerry B. Killian und die Echtheit durch Experten von CBS bestätigt. Neben Rathergate ist die Kontroverse daher auch unter der Bezeichnung Killian documents controversy bekannt.
60 Minutes II strahlte den Bericht zwei Monate vor den Präsidentschaftswahlen 2004 aus, ohne die Authentizität der Memos ausreichend sichergestellt zu haben. Später stellten mit der Prüfung beauftragte Schrifttypenexperten fest, dass es sich um Fälschungen handelte. Um die von CBS behauptete Echtheit beweisen zu können, hätte der Sender die Originale vorlegen müssen. Lieutenant Colonel Bill Burkett behauptete aber im Verlaufe der Aufarbeitung der Vorfälle, dass er die Originale, nachdem er sie an CBS gefaxt hatte, verbrannt habe.
Der Film Der Moment der Wahrheit thematisiert die Ereignisse mit Cate Blanchett (Mary Mapes) und Robert Redford (Dan Rather) in den Hauptrollen.
Um einen negativen Einfluss von Rathergate auf 60 Minutes (die Sendung am Sonntag) zu vermeiden, wurde die Show in 60 Minutes Wednesday umbenannt. Am 8. Juli 2005 wurde der Sendetermin von Mittwoch auf Freitag verschoben und die Sendung abermals in 60 Minutes II umbenannt.
Wegen zu geringer Einschaltquoten wurde 60 Minutes II mit der Sendung vom 2. September 2005 eingestellt.

### Internationale Ableger
Die australische Premiere von 60 Minutes fand am 11. Februar 1979 auf Nine Network statt. 1980 gewann die Sendung den Logie Award für ihre Untersuchung von tödlichen Misshandlungen in einem psychiatrischen Krankenhaus in Chelmsford (Sydney).
Ein neuseeländisches Spin-off der Sendung wurde ab 1989 vom nationalen Fernsehsender TV3 ausgestrahlt. 1992 wurden die Rechte von Television New Zealand erworben, die 60 Minutes 9 Jahre lang übertragen hat, bevor sie 2002 durch ein eigenes Format mit dem Titel Sunday abgelöst wurde. 60 Minutes wird inzwischen wieder von TV3 ausgestrahlt.
- Der portugiesische Edition von 60 Minutes wird von der SIC Notícias gesendet und von Mário Crespo moderiert.
- Die französische Version von 60 Minutes nennt sich 66 Minutes und wird von M6 ausgestrahlt.
- Eine kurzlebige mexikanische Version erschien in den späten 1970er Jahren.
- In den frühen 1980ern wurde eine peruanische Variante ausgestrahlt. Allerdings gab es in den späten 1980er Jahren auch eine gleichnamige Sendung, die mit dem CBS Format nichts zu tun hatte.
- Das in Schweden an 60 Minutes angelehnte Format 2 Timmen (2 Stunden) war ein Flop und wurde wieder eingestellt.